# Dirk Van Baelen
Dirk Van Baelen is een personage uit de Vlaamse soap Thuis. Dirk, gespeeld door Bert Cosemans, maakte van 2000 tot 2001 deel uit van de serie.

## Biografie
Dirk vindt na het verlies van zijn vrouw Annemie een nieuwe vrouw in zijn leven: Linda. Dirk werkt bij de gerechtelijke politie en leidt het onderzoek op de moord van Linda's ex-man Fernand. Door dat onderzoek komen Dirk en Linda dichter bij elkaar, maar zij wordt opgepakt en vliegt de gevangenis in.
Dirk besluit zijn geliefde te redden en helpt haar samen met Kristoff, Senne en Joeri Verbist te ontsnappen uit de gevangenis. Dirk, Linda, Kristoff en Lotte (zijn dochter uit zijn huwelijk met Annemie) vluchten naar Zuid-Afrika.